# Walzenhausen
Walzenhausen est une commune suisse du canton d'Appenzell Rhodes-Extérieures.

## Géographie

Vue aérienne par Walter Mittelholzer (1923).

Selon l'Office fédéral de la statistique, Walzenhausen mesure 6,97 km2. 

## Démographie
Walzenhausen compte 2 029 habitants au 31 décembre 2023 pour une densité de population de 291 hab/km2. Sur la période 2010-2019, sa population a diminué de −2,8 % (canton : 4,6 % ; Suisse : 9,4 %).  